# 府祝站
府祝站位于安徽省宁国市霞西镇，皖赣铁路的一个车站，于1982年10月1日建成通车。车站建成初期为乘降所，1987年改为会让站。该站由上海铁路局芜湖车务段管辖，车站以及上下行均未实现电气化。现为五等站，办理列车通过、会让业务；客运办理职工通勤业务。不办理货运营业。